# جغرافيا أيرلندا

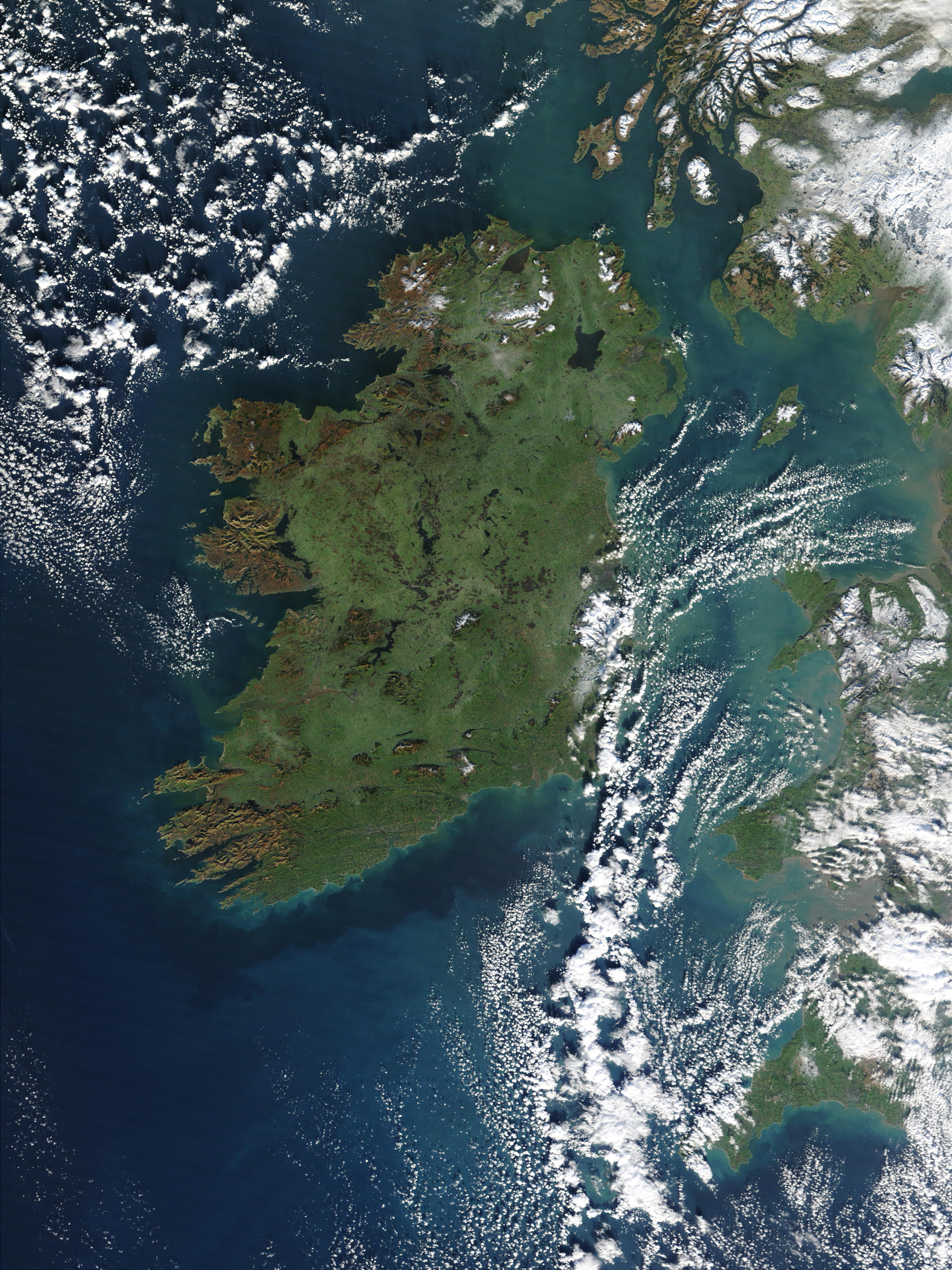
صورة بالأقمار الصناعية

أيرلندا هي جزيرة تقع في شمال أوروبا في شمال المحيط الأطلسي تشتمل ملامحها الجغرافية الرئيسية السهول الوسطى المنخفضة المحاطة بالجبال الساحلية.أعلى قمة فيها جبل كراونتوهيل بطول 1.041 متر مقابل مستوى البحر أدنى الارتفاعات في أيرلندا.الساحل الغربي وعر ويحوي على العديد من الجزر وشبهها والرؤوس والخلجان.شطرت الجزيرة بنهر شانون بطول 386 كم مع المصب بطول 113 كم، وهو أطول نهر في إيرلندا ويتدفق جنوبا من كافان في أولستر فيلتقي بالمحيط الأطلسي عند جنوب لمريك.هناك عدد كبير من البحيرات على طول الأنهار في أيرلندا، والأكبر من بينهم لوغ نيغ.تتألف أيرلندا سياسياً من الجزيرة خمس أسداسها تقريباً بينما السدس الباقي هو شمال إيرلندا. تقع إيرلندا غرب جزيرة بريطانيا العظمى، وإحداثياتها . مساحة أيرلندا الإجمالية 84,421 كم مربع. تنفصل أيرلندا عن بريطانيا بالبحر الإيرلندي وعن أوروبا ببحر سلتيك. تعرف أيرلندا مع بريطانيا ومع الجزر القريبة منهما بالجزر البريطانية، بالرغم من أن هذا المصطلح مثير للجدل فيما يتعلق بأيرلندا أن مصطلح أيرلندا وبريطانيا هو مصطلح أفضل ومحايد للجزر.

## المناخ
مناخ أيرلندا معتدل.
أبرد شهران هم يناير وفبراير، وهذا يعني أن درجات الحرارة تتغير يوميا بين 4 و 7 درجات.بينما الشهران الأدفئ هما يوليو وأغسطس وهذا يعني أن درجات الحراة تتغير بين 14 و 16 درجة.أما عن الدرجات القصوى تقع بين 17 و 18 درجة قريبا من الحدود، إلى 19 إلى 20 داخليا.أشمس شهران هما مايو ويونيو، حيث تبقى الشمس متوسطا من 5 إلى 7 ساعات في اليوم.
| إحصائيات طيران دبلن للجو من 1961 إلى 1990 |       |        |      |       |      |       |       |       |        |         |        |        |               |
| العامل                                    | يناير | فبراير | مارس | أبريل | مايو | يونيو | يوليو | أغسطس | سبتمبر | أوكتوبر | نوفمبر | ديسمبر | المعدل السنوي |
| متوسط درجة الحرارة الكبرى يوميا           | 7.6   | 7.5    | 9.5  | 11.4  | 14.2 | 17.2  | 18.9  | 18.6  | 16.6   | 13.7    | 9.8    | 8.4    | 12.8          |
| متوسط درجة الحرارة الصغرى يوميا           | 2.5   | 2.5    | 3.1  | 4.4   | 6.8  | 9.6   | 11.4  | 11.1  | 9.6    | 7.6     | 4.2    | 3.4    | 6.0           |
| أشعة الشمس يوميا                          | 1.8   | 2.5    | 3.6  | 5.2   | 6.1  | 6.0   | 5.4   | 5.1   | 4.3    | 3.1     | 2.4    | 1.7    | 3.9           |
| هطول الأمطار شهريا                        | 69.4  | 50.4   | 53.8 | 50.7  | 55.1 | 56.0  | 49.9  | 70.5  | 66.7   | 69.7    | 64.7   | 75.6   | 732.7         |

## التقسيم الإداري والسياسة الجغرافية
قسمت إيرلندا إلى 4 محافظات هم :كوناكت، مونستر، لاينستر وأولستر و 32 مقاطعة، 6 مقاطعات من 9 في محافظة أولستر يقعون في إيرلندا الشمالية وال26 الآخرين هم من جمهورية إيرلندا
| Map of Ireland with numbered counties | جمهورية إيرلندا 1. دبلن (لاينستر) 2. ويكلاو (لاينستر) 3. وكسفورد (لاينستر) 4. كارلو (لاينستر) 5. كيلدير (لاينستر) 6. ميث (لاينستر) 7. لاوث (لاينستر) 8. موناغان (أولستر) 9. كافان (أولستر) 10. لونغفورد (لاينستر) 11. وستميث (لاينستر) 12. أوفالي (لاينستر) 13. لاويس (لاينستر) 14. كيكني (لاينستر) 15. وترفورد (مونستر) 16. كورك (مونستر) | 1. كري (مونستر) 2. لمريك (مونستر) 3. تيبيراري (مونستر) 4. كلير (مونستر) 5. غلوي (كوناكت) 6. مايو (كوناكت) 7. روسكومون (كوناكت) 8. سليغو (كوناكت) 9. لتريم (كوناكت) 10. مقاطعة دونيجال (أولستر) إيرلندا الشمالية 1. فيرماناغ (أولستر) 2. تيرون (أولستر) 3. لندنديري (أولستر) 4. أنترم (أولستر) 5. داون (أولستر) 6. أرما (أولستر) |

## الموارد الطبيعية

### السباخ
لدى إيرلندا 12000 كم مربع من السباخ تتكون من نوعين مختلفين.

## الأخطار البيئية
تعاني البيئة الطبيعية في إيرلندا من تلوث المياه، لاسيما مياه البحيرات من مياه الصرف الزراعي.

## ملاحظة جغرافية
- تتمتع إيرلندا بوقع إستراتيجي وحيوي إذ تقع على أهم الطرق الجوية والبحرية بين أمريكا الشمالية وشمال أوروبا.ويقيم أكثر من 40% من سكان البلاد على مسافة 100 كم تقريبا من العاصمة دبلن.[1]